# موریتس کوهن
موریتس کوهن (انگلیسی: Moritz Kuhn؛ زادهٔ ۱ اوت ۱۹۹۱) بازیکن فوتبال اهل آلمان است.
از باشگاه‌هایی که در آن بازی کرده‌است می‌توان به باشگاه فوتبال اشتوتگارت و باشگاه فوتبال اس‌وی زاندهاوزن اشاره کرد.